# Доротей Схолариос
Вижте пояснителната страница за други личности с името Доротей.
Доротей (на гръцки: Δωρόθεος, Доротеос) е православен духовник, митрополит на Вселенската патриаршия.

## Биография
Роден е на 2 февруари 1812 година в тесалийското село Вeндиста със светското име Димакис Схолариос (Δημάκης Σχολάριος). На тринадесетгодишна възраст остава сирак. От 1829 година учи в гръцкото училище в Кариес на Света гора. В 1831 година заминава за Букурещ заедно с архимандрит Теодосий Кутлумушки. В 1834 година се завръща на Света гора и сезамонашва в Кутлумуш. Същата година е ръкоположен за дякон. В 1835 година заминава за Солун, за да учи и там е ръкоположен за презвитер. В 1838 година се завръща на Света гора. След това заминава за Нео Карловаси на Самос, където преподава в местното училище. След това учи три години в гимназията на Сирос, а след това в Богословското и философско училище на Атинския университет. Две години и половина преподава в Ретимно на Крит, след което се завръща в Атина, където завършва следването си и след това се премества в османската столица Цариград. Преподава от 1847 до 1849 година в девическото училище в Пера. През 1849 година е назначен за директор на Великата народна школа, която е прехвърлена от Куручешме във Фенер.
На 12 март е избран и на 15 март 1852 година е ръкоположен за созоагатополски митрополит в патриаршеската църква „Свети Георги“ във Фенер. Ръкополагането е извършено от митрополит Паисий Кесарийски, в съслужение с митрополитите на Григорий Визенски, бившия писидийски Герасим и епископ Харитон Дафнуски. На 23 септември 1858 година е избран за димитриадски и загорски митрополит. На 2 април 1870 година е избран за лариски митрополит. Тъй като става член на Светия синод в Цариград, назначава епископ Йеротей Гардикийски за свой наместник. Поради интриги и клевети както в лариската община, така и пред Високата порта, той е принуден да подаде оставката си на 25 ноември 1870 година, без изобщо да може да се върне в епархията си.
Автор е на книгата „Дела и дни“ (Έργα και ημέρες), в която има ценна информация за Волос и региона.
Следващите пет години живее в Цариград. След това се установява в Атина. Умира на кораба, на връщане от баните Лутра Едипсу на 29 юни 1888 година.